# International Bitterness Unit

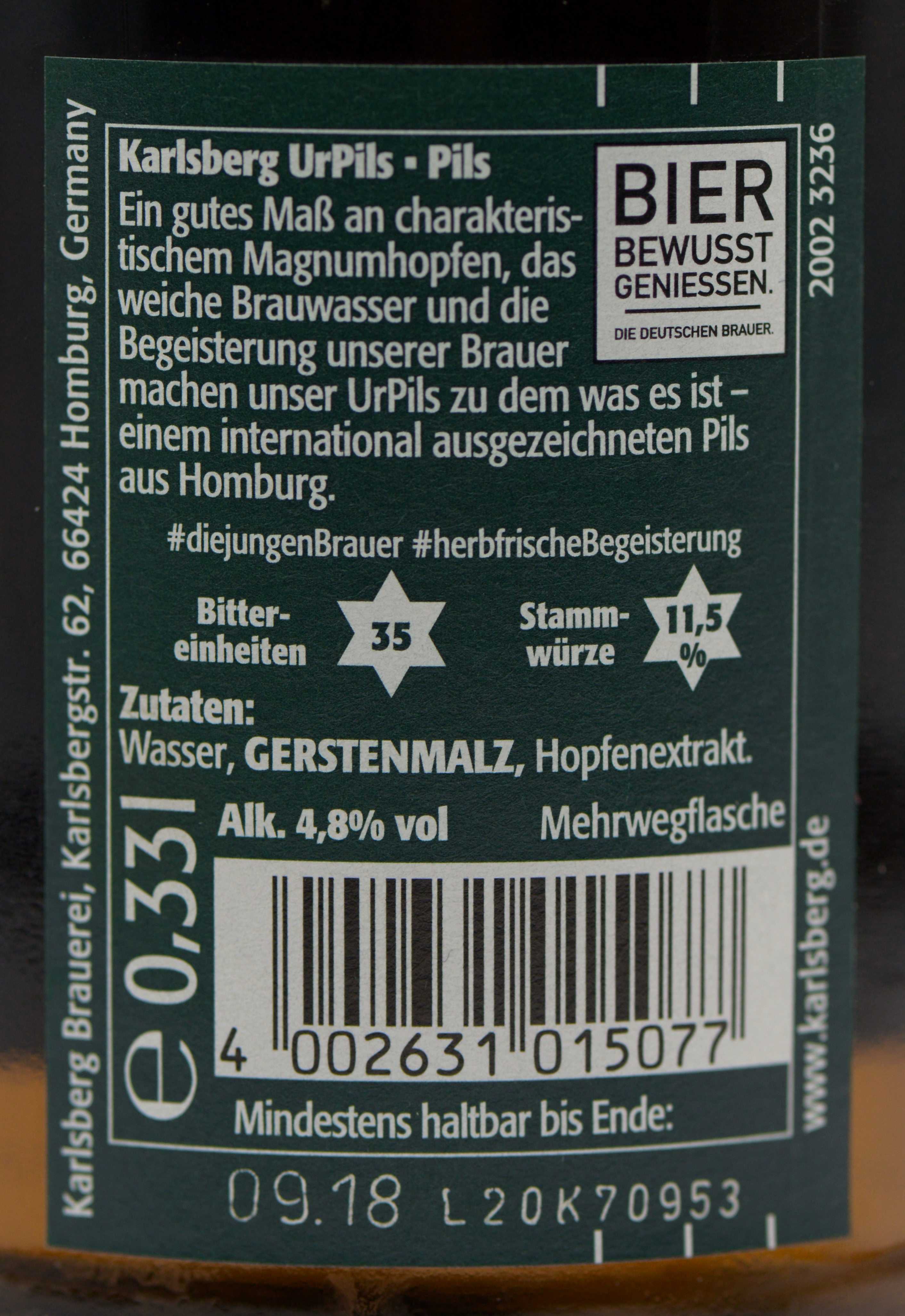
Rückenetikett der Karlsberg Brauerei mit Angaben über die Bittereinheiten

International Bitterness Unit (IBU), ursprünglich EBU (European Bitterness Unit), ist eine von der European Brewery Convention (EBC) festgelegte Maßeinheit (Bittereinheit) für den über die Hopfenbeigabe eingebrachten Iso-alpha-Säureanteil im Bier. Die Maßeinheit entspricht nicht der real geschmeckten Bitterkeit von Bier, da diese durch viele weitere Stoffe im Bier bestimmt wird.
1 IBU entspricht definitionsgemäß 1 mg/l Iso-alpha-Säure und wird spektralphotometrisch mit Hilfe eines Isooctanauszugs des Bieres bestimmt. Näherungsweise lässt sich der Wert auch mit Hilfe unterschiedlicher Formeln über die Angabe des alpha-Säuregehalts des verwendeten Hopfens, der Kochdauer des Hopfens und diverser Korrekturfaktoren grob ermitteln.
Im Allgemeinen heißt es, dass IBU-Werte über ca. 100 für den Menschen nicht mehr unterscheidbar sind.

## Beispiele
Beispiele für typische IBU-Werte verschiedener Biersorten:
| Biersorte                | IBU von | IBU bis |
| ------------------------ | ------- | ------- |
| Altbier                  | 25      | 50      |
| Barley Wine              | 35      | 95      |
| Berliner Weißbier        | 3       | 8       |
| Doppelbock               | 16      | 26      |
| Eisbock                  | 25      | 35      |
| Bockbier (dunkel)        | 20      | 27      |
| Bockbier (hell)          | 25      | 35      |
| Export                   | 20      | 30      |
| Gose                     | 5       | 12      |
| Helles                   | 18      | 28      |
| India Pale Ale           | 40      | 70      |
| Kölsch                   | 18      | 30      |
| Leichtbier               | 15      | 28      |
| Märzenbier               | 18      | 25      |
| Münchner Dunkel          | 18      | 28      |
| Pils                     | 35      | 45      |
| Porter                   | 20      | 40      |
| Rauchbier                | 20      | 30      |
| Schwarzbier              | 20      | 30      |
| Weizenbier (dunkel)      | 10      | 20      |
| Weizenbier (hell)        | 8       | 20      |
| Weizenbock               | 15      | 30      |
| Zwickelbier (Kellerbier) | 20      | 35      |